# MC Hammer
Stanley Kirk Burrell (művésznevén MC Hammer, később csak Hammer) (Oakland, Kalifornia, 1962. március 30. –) háromszoros Grammy-díjas amerikai hiphopos. Zenei karrierje mellett színészként, koreográfusként is tevékenykedett. Legnagyobb sikerei a 80-as évek végén, és a 90-es évek elején születtek, melyek közül a legnagyobb slágere az U Can't Touch This, és a 2 Legit 2 Quit címet viselte. Hammer minden klipjében bő nadrágot viselt, és produkcióit ezzel fémjelezte. A világon több mint 50 millió lemezt adott el.
Burrel a 90-es évek végén létrehozott egy keresztény szervezetet MC Hammer and Friends néven. Emellett a Hammerman című 1991-ben futó rajzfilmsorozatban szerepelt, melyet szombatonként vetítettek a televízióban, majd 2009 nyarán vezető producer volt saját valóság show műsorában a Hammertime-ban, melyet az A&E Network sugárzott. 2003-ban szerepelt a Dance Fever című műsorban, és a DanceJam.com internetes oldal társszerkesztője is volt, majd a lemezkiadó igazgatója. 1995-ben pappá szentelték Suge Knight segítségével aki a Death Row kiadó egyik embere.
A multidíjas MC Hammer tekinthető a pop- és rapzene úttörőjének, illetve az első hiphop művésznek, aki gyémánt helyezést kapott az egyik albuma után. A 90-es években több díjat is kapott, többek között a The Best Rapper, és Best Dancer Of All Time elismeréseket. Később inkább mint producer, és zeneszerző tevékenykedett különböző művészek albumain, többek között Big Daddy Kane, Tha Dogg Pound, Jon Gibson, majd 1992-ben szerződést írt alá Doug E. Fresh-szel az Ez Records kiadónál. 2012 végén Hammer megjelent a 40. American Music Awards díjkiosztó ünnepségen, ahol Psy-val közösen lépett fel a Gangnam Style és a 2 Legit 2 Quit dalokkal közösen. Ez az iTunes Store zeneáruházban is elérhető lett.

## Családja és fiatalkora
Stanley Kirk Burrel a kaliforniai Oaklandben született szegény család gyermekeként. Anyja titkárnő volt, és nyolc testvérével kellett osztoznia egy kis lakásban East Oaklandben. Hat gyerek volt összezsúfolva egy háromszobás lakótelepi lakásban. Fia profi pókerjátékos, és kaszinóigazgató. Gyermekként rajongott a baseballért, és szeretett táncolni, illetve beatboxolni is.